# Schöllnitz

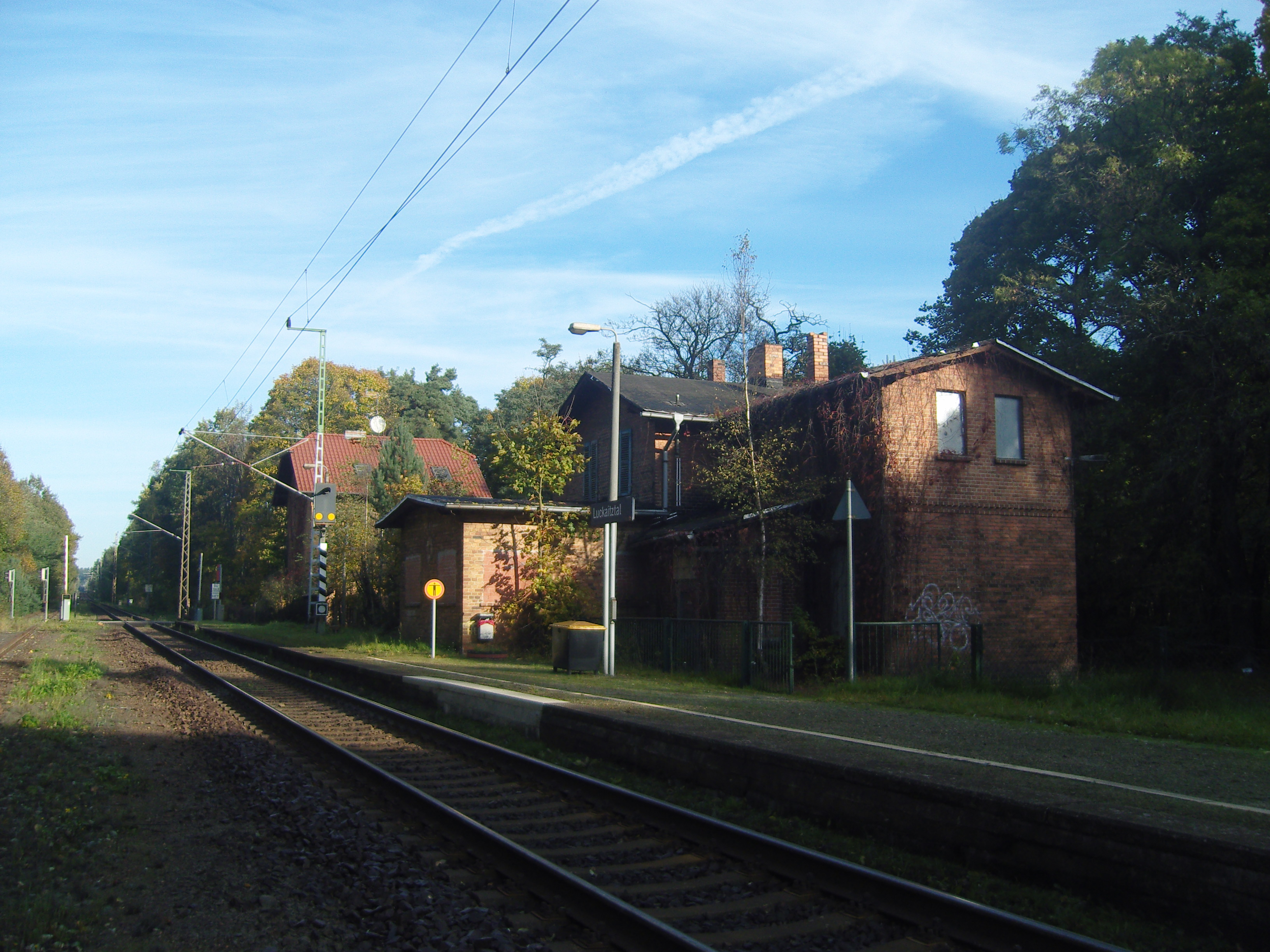
Der Bahnhof Luckaitztal trug früher den Namen Schöllnitz

Schöllnitz (niedersorbisch Želnica) ist ein Ort im südbrandenburgischen Landkreis Oberspreewald-Lausitz. Er gehört zur Gemeinde Luckaitztal im Amt Altdöbern. Bis zur Eingemeindung am 31. März 2002 war Schöllnitz eine eigenständige Gemeinde.

## Lage
Schöllnitz liegt in der Niederlausitz am südlichen Rand des Naturparks Niederlausitzer Landrücken. Die Gemarkung des Ortsteils grenzt im Norden an Buchwäldchen, im Nordosten an Muckwar, im Osten und Süden an Altdöbern, im Südwesten an den Bronkower Ortsteil Lipten und im Westen und Nordwesten an Gosda mit den Ortslagen Zwietow und Weißag. Zu Schöllnitz gehören die bewohnten Gemeindeteile Luckaitz, Neudöbern und Rettchensdorf sowie die Wohnplätze Obermühle, Untermühle und Waldhaus.
Das Vetschauer Mühlenfließ durchquert die Gemarkung von Schöllnitz.

## Geschichte
Schöllnitz wurde erstmals 1495 gemeinsam mit dem benachbarten Buchwäldchen als Besitz des Gutes Zabeltitz genannt. Genannt wurde der Ort als Zelnick. Der Name leitet sich möglicherweise vom niedersorbischen Žolw oder obersorbischen Želwja für Schildkröte ab. Der Ort gehörte als Teil des historischen Markgraftums Niederlausitz zu den Ländern der böhmischen Krone und kam im Beschluss des Prager Friedens im Jahr 1635 zum Kurfürstentum Sachsen. Im Jahr 1685 wurde der Ort als Schellnitz und 1702 als Schöllnitz erwähnt sowie 1843 als Šelnica. In Schöllnitz wurden eine Wind- und eine Wassermühle betrieben, beide existieren nicht mehr. Im Jahr 1708 wurde das Gutshaus Schöllnitz errichtet, das heute als Kulturraum der Gemeinde und Wohnhaus genutzt wird. Im Schmettauschen Kartenwerk von 1767/87 wird der Ort wieder als Schellnitz bezeichnet.
Ab 1806 gehörte Schöllnitz zum Königreich Sachsen. Durch die auf dem Wiener Kongress beschlossene Teilung Sachsens kam der Ort 1815 zum Königreich Preußen. Bei der Gebietsreform im folgenden Jahr wurde Schöllnitz dem Kreis Calau in der Provinz Brandenburg zugeordnet. Im Jahr 1844 gab es in Schöllnitz 23 Gehöfte, der Ort hatte 162 Einwohner und war nach Calau eingepfarrt. 1867 gab es in Schöllnitz eine Schäferei. Der Ort hatte in dem Jahr 22 Gehöfte und 170 Einwohner. Bei der Volkszählung vom 1. Dezember 1871 setzte sich die Bevölkerung der Landgemeinde Schöllnitz wie folgt zusammen: Es gab insgesamt 83 Einwohner, die sich auf 13 Familien verteilten. Von den Einwohnern waren 37 männlich und 46 weiblich, 18 Einwohner waren jünger als zehn Jahre und alle waren evangelisch-lutherischer Konfession. Im Gutsbezirk Schöllnitz gab es ebenfalls 13 Familien und insgesamt 90 Einwohner (davon 37 männlich und 53 weiblich). 28 Einwohner waren unter zehn Jahre alt und alle Einwohner waren evangelisch-lutherisch.
1880 wurde in Schöllnitz die Freiwillige Feuerwehr gegründet. Am 1. Dezember 1910 hatte die Landgemeinde Schöllnitz 79 und der Gutsbezirk Schöllnitz 67 Einwohner. Am 30. September 1928 wurde der Gutsbezirk Schöllnitz mit der Landgemeinde vereinigt. Nach dem Zweiten Weltkrieg blieb Schöllnitz zunächst beim Landkreis Calau. Am 1. Juli 1950 wurden die Orte Luckaitz und Neudöbern mit der Ortslage Rettchensdorf nach Schöllnitz eingegliedert und der Landkreis Calau in Landkreis Senftenberg umbenannt. Bei der DDR-Kreisreform am 25. Juli 1952 kam Schöllnitz zum Kreis Calau im Bezirk Cottbus. In den 1980er Jahren lag Schöllnitz in einem Bergbauschutzgebiet des Feldes Calau-Süd im Lausitzer Braunkohlerevier und war durch die Devastierung bedroht. Nach der Wiedervereinigung lag die Gemeinde Schöllnitz im Landkreis Calau im Land Brandenburg. Die Planungen zur Öffnung des Kohlenfeldes Calau-Süd wurden nach der Wende verworfen. Am 1. Oktober 1992 schloss die Gemeinde sich mit dreizehn weiteren Kommunen zum Amt Altdöbern zusammen.
Bei der Kreisreform am 6. Dezember 1993 ging der Landkreis Calau im neuen Landkreis Oberspreewald-Lausitz auf. Am 31. März 2002 schloss sich Schöllnitz mit den Orten Buchwäldchen, Muckwar und Gosda zur Gemeinde Luckaitztal zusammen. Schöllnitz gehört zur Kirchengemeinde Altdöbern und ist somit Teil des Kirchenkreises Niederlausitz.

## Einwohnerentwicklung
| Einwohnerentwicklung in Schöllnitz | Einwohnerentwicklung in Schöllnitz | Einwohnerentwicklung in Schöllnitz | Einwohnerentwicklung in Schöllnitz | Einwohnerentwicklung in Schöllnitz | Einwohnerentwicklung in Schöllnitz | Einwohnerentwicklung in Schöllnitz | Einwohnerentwicklung in Schöllnitz | Einwohnerentwicklung in Schöllnitz | Einwohnerentwicklung in Schöllnitz | Einwohnerentwicklung in Schöllnitz | Einwohnerentwicklung in Schöllnitz | Einwohnerentwicklung in Schöllnitz | Einwohnerentwicklung in Schöllnitz |
| Jahr                               | Einwohner                          | Jahr                               | Einwohner                          | Jahr                               | Einwohner                          | Jahr                               | Einwohner                          | Jahr                               | Einwohner                          | Jahr                               | Einwohner                          | Jahr                               | Einwohner                          |
| ---------------------------------- | ---------------------------------- | ---------------------------------- | ---------------------------------- | ---------------------------------- | ---------------------------------- | ---------------------------------- | ---------------------------------- | ---------------------------------- | ---------------------------------- | ---------------------------------- | ---------------------------------- | ---------------------------------- | ---------------------------------- |
| 1875                               | 157                                | 1933                               | 142                                | 1964                               | 579                                | 1989                               | 375                                | 1993                               | 334                                | 1997                               | 333                                | 2001                               | 391                                |
| 1890                               | 141                                | 1939                               | 140                                | 1971                               | 548                                | 1990                               | 360                                | 1994                               | 334                                | 1998                               | 349                                | 2011                               | 400                                |
| 1910                               | 146                                | 1946                               | 191                                | 1981                               | 448                                | 1991                               | 351                                | 1995                               | 342                                | 1999                               | 367                                |                                    |                                    |
| 1925                               | 134                                | 1950                               | 713                                | 1985                               | 412                                | 1992                               | 342                                | 1996                               | 333                                | 2000                               | 389                                |                                    |                                    |

## Kultur und Sehenswürdigkeiten

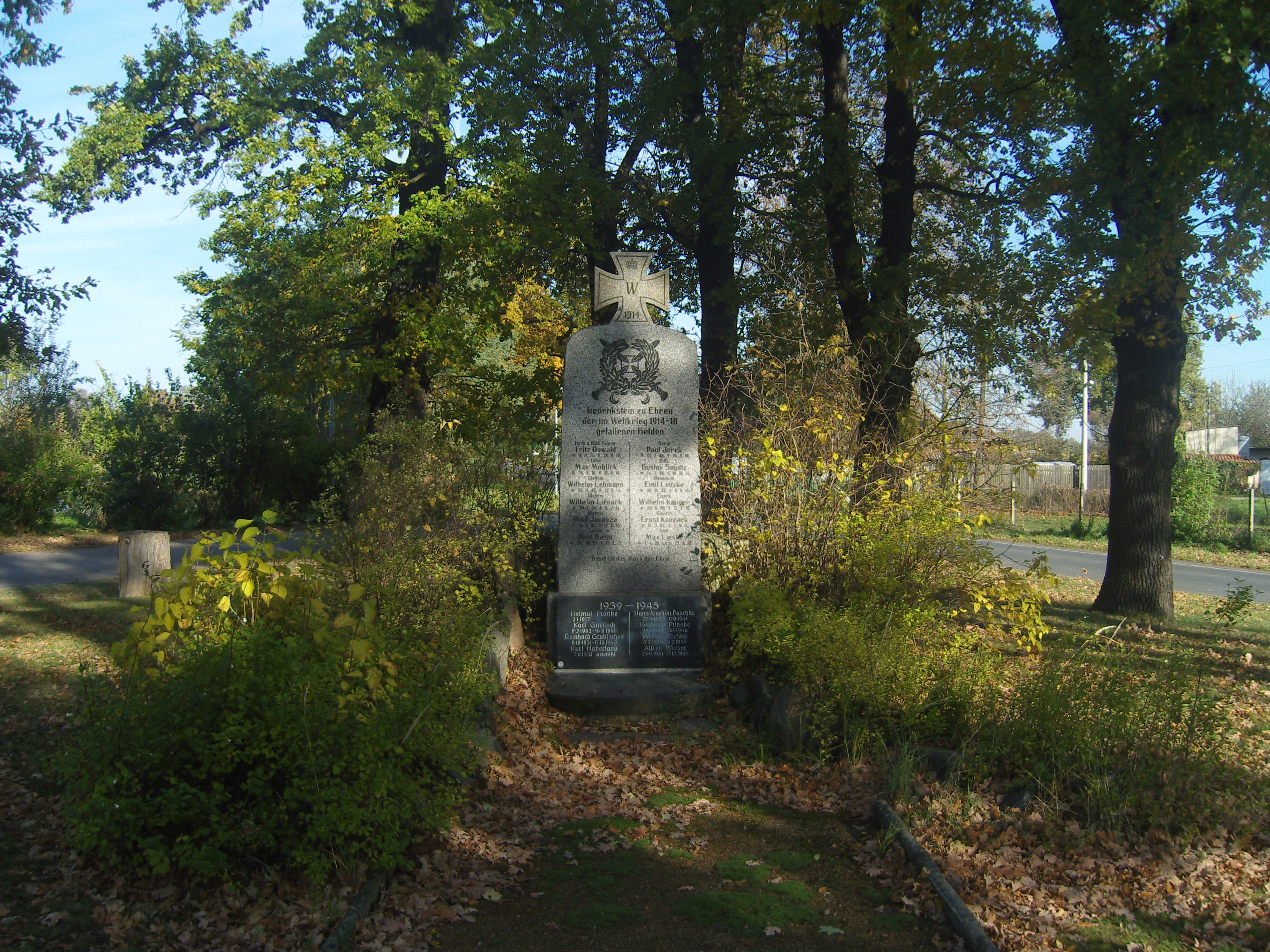
Kriegerdenkmal

Im Ort befindet sich ein Kriegerdenkmal für die Gefallenen des Ersten Weltkriegs. Das Gutshaus Schöllnitz und das Empfangsgebäude des in der Gemarkung liegenden Bahnhofs Altdöbern sind als Baudenkmale in der Denkmalliste des Landes Brandenburg eingetragen.

## Wirtschaft und Infrastruktur
Schöllnitz liegt an der Kreisstraße 6619, außerdem zweigt die Kreisstraße 6633 in den Ort Neudöbern in Schöllnitz ab. Die Anschlussstelle Bronkow an der Bundesautobahn 13 liegt sechs Kilometer westlich des Ortes.
Schöllnitz liegt an der Bahnstrecke Lübbenau–Kamenz. Der Bahnhof Luckaitztal, zwischen den Orten Luckaitz und Buchwäldchen gelegen, trug früher den Namen Schöllnitz. Das Bahnhofsgebäude des ebenfalls auf Schöllnitzer Gebiet liegenden Bahnhofs Altdöbern gehört zu den Baudenkmalen in Luckaitztal.
Der Flugplatz Bronkow liegt teilweise in der Gemarkung von Schöllnitz.